# Sulcos
Sulcos (en llatí: Sulci, gentilici Sulcitanus; en grec antic: Σουλκοί o Σύλκοι; en feniciopúnic: 𐤎𐤋𐤊𐤉, slky) o Sulcis (forma tardana, documentada en l'Itinerari d'Antoní, del segle iii) fou una de les principals ciutats de Sardenya a l'antiguitat. Era situada a l'illa de Santu Antiogu, a la costa sud-oest, actualment unida a l'illa principal per un istme (al sud del qual hi ha una gran badia coneguda com a golf de Palmas, antigament Sulcitanus Portus).
Sulcos fou una de les principals poblacions dels púnics a Sardenya, juntament amb Tarros, Càralis, Neàpolis, Nora i Òlbia. El conjunt dels materials arqueològics associats a la ciutat es pot visitar al Museo Archeologico Ferruccio Barreca.

## Fases d'hàbitat

### Període prenuràgic i nuràgic
Segons les dades arqueològiques, els primers d'assentaments a l'illa de Santu Antiogu pertanyen a la cultura d'Ozieri (segon mil·lenni aC), consistents en espais d'hàbitat (fons de cabana) i sepultures excavades a la roca. A l'edat del bronze es testimonien també assentaments i materials atribuïbles de la civilització nuràgica, en consonància amb el panorama del conjunt de Sardenya. Els primers mercaders llevantins que arribarien a Sulcos s'haurien relacionat de forma pacífica amb les poblacions nuràgiques preexistents, perquè els recents treballs arqueològics han descobert evidències de freqüentació d'un mateix espai per part de fenicis i nuràgics. Aquest mateix fenomen s'observa en les primeres fases del tofet de la ciutat.

### Període fenici-púnic
A partir de les evidències materials, la fundació de la ciutat fenícia de Sulcos (en fenici: 𐤎𐤋𐤊𐤉, slky) se situa entorn de començament del segle viii aC. L'assentament s'hauria situat a la banda oriental del turó i descendiria progressivament cap al mar a partir de carrers ortogonals. Les fases de vida de l'enclavament es coneixen sobretot a partir dels treballs arqueològics efectuats als anys 1980 a la zona del cronicario, que descobrí les restes de la ciutat fenícia, púnica i finalment romana. Aquest jaciment presenta un assentament ben consolidat a mitjans del segle viii aC, amb una cultura material pròpia dels primers pobladors fenicis, així com de la colònia nord-africana de Cartago, a la qual cal afegir elements arribats a partir del comerç amb els grecs i els etruscos. En època fenícia l'àrea del cronicario seria un barri d'hàbitat i dedicat a les activitats artesanals com el tractament del peix o l'elaboració del metall. Amb el control cartaginès de l'illa, a partir del segle vi aC, la ciutat patirà importants modificacions culturals i urbanístiques. Així i tot, la ciutat continuarà funcionant com una important població donada la seva avantatjada posició com a port i gràcies a l'explotació dels recursos minerals de la regió, com ara la plata.

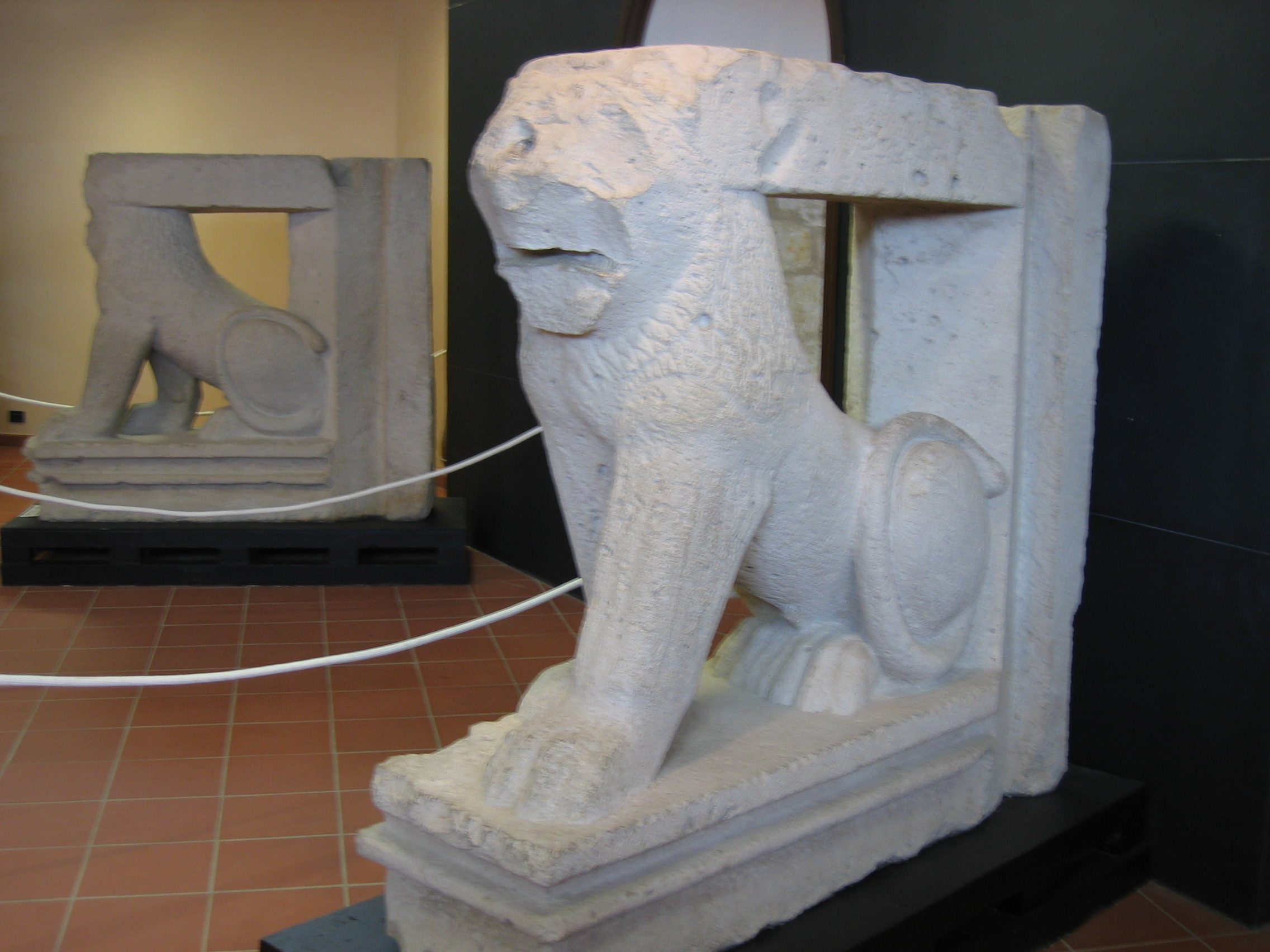
Estàtues de lleons de la porta Nord de la ciutat de Sulcos, trobades el 1983 (Santu Antiogu, Museo archeologico)

D'aquest període també en destaca el tofet, una àrea sagrada on es dipositaven urnes cineràries que contenien les restes dels nens que havien nascut morts o morien prematurament acompanyades de betils o esteles. Aquest espai, dedicat a Tanit i Baal Hammon, s'hauria creat a partir dels primers pobladors fenicis i hauria tingut continuïtat durant la dominació cartaginesa. A banda, la necròpoli púnica que s'associa a la ciutat és la més important de Sardenya, amb unes 6 ha i gairebé 1500 tombes hipogeiques. En aquestes, el ritual majoritari seria el de la inhumació, si bé no manquen casos d'incineració en cronologies més tardanes.

### Període romà
Com la resta de l'illa, Sulcos va passar als romans a partir del 238 aC en el context posterior a la Primera Guerra Púnica. A la guerra civil entre Gneu Pompeu i Juli Cèsar, la ciutat va rebre a la flota del pompeià Quint Nasidi, i la va proveir amb subministraments. Cèsar la va castigar per aquests fets quan va retornar d'Àfrica el 46 aC, i va imposar a Sulcos una contribució extraordinària de 100.000 sestercis i un increment del seu tribut anyal de gra. Tot i això, la ciutat va romandre com a ciutat important i pròspera durant l'imperi, malgrat que és esmentada en comptades ocasions. Estrabó i Pomponi Mela l'esmenten com la segona ciutat de Sardenya, i el seu rang municipal està testimoniat per inscripcions i per la referència de Plini el Vell. Ptolemeu esmenta un poble de Sardenya, els sulcitans, que són, sens dubte, els habitants de Sulcos.
A l'època cristiana fou un dels quatre bisbats de l'illa. La ciutat va desaparèixer al segle xiii, i les seves restes es poden veure al nord de la moderna població de Santu Antiogu. El nom de Sulcis fa referència actualment a la comarca situada al sud de l'antiga ciutat.